# HP200CD
A HP200CD a HP200A teljes újratervezésével járó korszerűsítéseként létrehozott széles frekvenciatartományban működő RC oszcillátor, amelyet 1952-ben kezdtek gyártani.

## Leírás
A szerkezet alapja egy Wien-hidas oszcillátor ahol a folyamatos hangolást forgókondenzátorral, a sávok közötti váltást a Wien-híd ellenállásainak átkapcsolásával történik.
Az oszcillátor infrahang (5 Hz) és rádióhullám (600 kHz) közötti tartományban tetszőleges frekvenciát képes szolgáltatni kis torzítási tényező mellett. Egyaránt rendelkezik szimmetrikus és aszimmetrikus kimenettel.
A készülékből több kivitel készült. A kiviteleket a 000-00000 formátumú sorozatszám első 3 számjegye jelöli.
Az 1955-ben kiadott kézikönyvben a vizsgálatokhoz tranzisztoros voltmérőt ajánlanak.
A kimeneti áramkör kifinomultabb, összetettebb lett, egy átkötés (jumper) segítségével lehetett váltani a szimmetrikus és aszimmetrikus kimeneti jel között.

## Jellemzői
- Elektroncsöves felépítés (a kor műszaki színvonalának megfelelően), bár a tápegységben az egyenirányítók egyes kivitelekben már félvezetők.
- Izzólámpás amplitúdószabályozás
- 1:12 frekvenciaátfogás minden sávban, a HP200A-nál használt 1:10 helyett.
- Forgókondenzátoros hangolás, mivel abban az időben a forgókondenzátorok elérhető élettartama, illetve a hangolás pontossága kedvezőbb volt, mint a potenciométereké.
- Alacsony torzítás[1]

A műszer logikailag három részre bontható:
- Oszcillátor
- Kimeneti áramkör
- Tápegység

### Az oszcillátor
Az erősítő egy két elektroncsőből felépített push-pull feszültségerősítőből és egy speciális katódkövető teljesítményerősítő fokozatból épül fel, amelynek kimeneti ellenállása gyakorlatilag nulla, a pozitív visszacsatoló ágában wien-osztó biztosítja a frekvenciafüggő visszacsatolást, a negatív visszacsatoló körbe kötött 2 db sorosan kapcsolt izzó az amplitúdó stabilizálást.
A  frekvencia hangolása 1:12 frekvenciaátfogással forgókondenzátorral történik, illetve a sávok közötti váltás a wien-osztó ellenállásainak átkapcsolásával.

### Kimeneti áramkör
A kimeneti áramkör egy transzformátoros kapcsolás, amely a terhelés galvanikus leválasztását és impedanciaillesztést végez, valamint biztosítja a szimmetrikus és aszimmetrikus kimenetet.
A széles kimeneti frekvenciatartomány miatt két kimeneti transzformátor került beépítésre egy a magasabb, egy az alacsonyabb frekvenciákra optimalizálva, amelyek között a „RANGE” kapcsoló végzi az átkapcsolást.

### A tápegység
A tápellátást középleágazásos transzformátorral táplált duóda helyett a későbbi modellekben két félvezető diódából álló egyenirányítóból álló kétutas egyenirányítás után egy π szűrőből álló kapcsolás biztosítja. Az elektroncsövek a transzformátor külön szekunder tekercséről kapják a 6,3 V-os fűtőfeszültséget, valamint erről a tekercsről táplálják a bekapcsolt állapotot jelző izzót.

## Specifikáció
| Jellemző              | HP200CD |  |
| --------------------- | --- |  |
| Frekvencia átfogás    | 5 Hz–600 kHz 5 egymást átfedő sávban X1: 5–60 Hz X10: 50–600 Hz X100: 500 Hz–6 kHz X1000: 5–60 kHz X10000: 50–600 kHz |  |
| A hangolótárcsa       | 6" (15 cm) átmérőjű, 300°-os skála                                                                                    |  |
| A skála               | 78" (198 cm) hosszú 85 osztással                                                                                      |  |
| Pontosság             | 2% ide értve a kalibrációs, melegedési és egyéb hibákat.                                                              |  |
| Kimeneti teljesítmény | 0,16 W (10 V, 600 Ω terhelésnél, 20 V nyitott kapcsoknál)                                                             |  |
| Torzítás              | 0,2% 20 Hz és 20 kHz között normál terhelésnél, 0,5% 5–20 Hz és 200–600 kHz között                                    |  |
| Kimeneti impedancia   | kisebb mint 75 Ω 15 kHz alatt                                                                                         |  |
| Tápellátás            | 115/230 V, 90 W |  |